# جسر سيفرن
جسر سيفرن (بالويلزية: Pont Hafren) هو جسرٌ معلقٌ للطرق السريعة، تُديره شركة الطرق السريعة الإنجليزية ويمتد على نهر سيفرن ونهر واي بين أوست وجنوب غلوسيسترشاير في إنجلترا، وتشيبستو ومونماوثشاير في جنوب شرق ويلز، عبر بيتشلي وجلوسترشاير، وهي شبه جزيرة بين النهرين. يُعتبر الجسر معبرًا لطريق سيفرن الرئيسي بين إنجلترا وويلز، استغرق بناؤه ثلاث سنوات ونصف بتكلفة 8 مليون جنيه إسترليني. حل الجسر محل خدمة عبارة أوست فيري.
افتتحت الملكة إليزابيث الثانية الجسر في 8 سبتمبر عام 1966، وأشارت إلى أنه يُمثل فجر العصر الاقتصادي الجديد لجنوب ويلز. نقل الجسر حركة مرور الطريق السريع إم 4 لمدة ثلاثين عامًا. مُنح الجسر الدرجة الأولى وفقًا لحالته في 26 نوفمبر عام 1999.
سُمي تقاطع الطريق السريع الممتد من أولفيستون في إنجلترا إلى ماغور في ويلز باسم طريق إم 48، وذلك بعد الانتهاء من معبر سيفرن الثاني، المُلقب باسم جسر أمير ويلز الآن.

## تاريخه

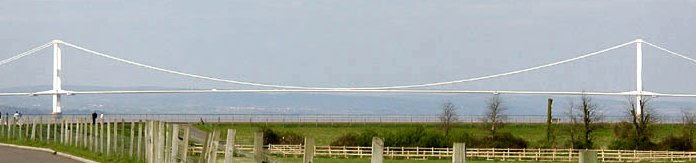
منظر بانورامي لجسر سيفيرن

كان أول اقتراح لجسر عبر نهر سيفرن، تقريبًا في نفس الموقع الذي بُني فيه الجسر أخيرًا، في عام 1824 من قِبل توماس تيلفورد، الذي طُلب منه تقديم النصيحة بشأن كيفية تحسين خدمات عربة البريد الملكية بين لندن وويلز. لم يُتخذ أي إجراء، أصبحت السكك الحديدية هي طريقة السفر السائدة لمسافات طويلة، على مدى العقود القليلة التالية، عند افتتاح جسر سيفرن للسكك الحديدية في شاربنيس في عام 1879 والخط الرئيسي لنفق سيفرن في عام 1886.
أدى نمو حركة المرور على الطرق في أوائل القرن العشرين إلى مزيد من الدعوات لإجراء تحسينات، عقد مجلس مقاطعة تشيبستو العمراني في أوائل العشرينات من القرن العشرين اجتماعًا للسلطات المحلية المجاورة لتدارس أمر معبر سيفرن تخفيفًا للازدحام والتأخير على الطريق السريع إيه 48 المار عبر المدينة. روج مجلس إقليم غلوسترشاير ومونماوثشاير معًا في عام 1935 مشروع قانون برلماني للحصول على صلاحيات لبناء الجسر فوق مصب النهر، مع تحمل وزارة النقل 75% من التكاليف المدفوعة من صندوق الطرق. رفض البرلمان مشروع القانون بعد معارضة شركة السكك الحديدية الغربية العظمى.
بدأ وضع الخطط لإنشاء شبكة من خطوط الطرق الرئيسية الممولة وطنيًا بعد الحرب العالمية الثانية، بما في ذلك جسر سيفرن، والذي مُنح عقد إنشاءه إلى موت وهاي وأندرسون، بالتعاون مع فريمان فوكس وشركاه. أُجري تحقيق عام عن المشروع في 24 سبتمبر عام 1926 في جامعة بريستول. نظرًا لإعطاء الحكومة الأولوية لتمويل جسر الطريق الرابع المماثل (اُفتتح في عام 1946)، لم تبدأ عملية إنشاء جسر سيفرن حتى عام 1961: أعلنت حكومة المملكة المتحدة في عام 1962 عن «استردا» تكاليف البناء بفرض رسم مروري قيمته 2 شلن و6 بنسات (0.125 جنيه إسترليني) على جميع المركبات المارة، ومع ذلك سيكون المشي أو ركوب الدراجات عبر الجسر بدون رسوم. انتهى المقاول جون هوارد وشركاه من البنية التحتية في عام 1963. مُنح عقد البنية العلوية إلى شركة بناة الجسر المتحدة المحدودة (مشروع مشترك بين السير وليام آرول وشركاه وشركة كليفلاند للجسور والمنشآت الهندسية ودورمان لونج) في عام 1963، اُنتهى منها في عام 1966.
ظهر الجسر في العديد من العروض الترويجية.
أُعلن في يناير عام 1977 عن اقتصار حركة مرور الجسر على حارة مرورية واحدة لكل اتجاه بعد اكتشاف العديد من نقاط الضعف في هيكل الجسر البالغ من العمر عشر سنوات. استمر إغلاق الحارات المرورية عدة أشهر.
قُوي معبر جسر سيفرن وأُعيد تسوية سطحه مرة أخرى في أواخر الثمانينيات من القرن العشرين مع تزايد أوزان حركة المرور. تضمن العمل تقوية أبراج جسر سيفرن وأرضيته، الممتدة إلى أبراج جسر واي الحالية واستبدال الشدادات الفردية الأصلية بشدادت ثنائية. صُممت الشدادات الجديدة بهيكل مفتوح لتسهيل عملية الصيانة. لم تكن معظم أعمال التقوية داخل أرضية الجسر والأبراج مرئية. صمم فلينت ونيل أعمال التقوية. السطح عبارة عن طبقة سميكة من الأسفلت المصطكي مقاس 35 مم (1 و بوصة) فوق غشاء من الأكريليك المقاوم للمياه.
فُحص الجسر للتحقق من تآكل الكابلات المعلقة، خلال عامه الأربعين من التشغيل أي في عام 2006. انتهى الفحص إلى حاجة الجسر إلى تقييد حركة مركبات البضائع الثقيلة عليه، وفقًا لوكالة الطرق السريعة. يقتصر مرور هذه المركبات الآن على حارة مرورية واحدة على الجسر، مع وجود لافتات تقييد الوزن في المكان. رُكب نظام من الغلاف المطاطي على الكابلات في عام 2007 – 2009 مع دورة الهواء الجاف، كما هو مُستخدم في جسر الطريق الرابع، في خطوة لوقف تقدم عملية التآكل.
يُعد الجسر أيضًا موطنًا للحدث الرياضي باركرن جسر سيفرن، وهو أحد جولات الركض الأسبوعية المجانية العديدة لمسافة 5 كيلو المُقامة في كل من المملكة المتحدة وعلى مستوى دول العالم. يُقام الحدث كل سبت أسبوعيًا الساعة 9:00 (بتوقيت جرينتش).

## ملكيته
انتقلت ملكية وعملية تشغيل الجسر إلى شركة معبر نهر سيفرن في 26 أبريل عام 1992 كجزء من صفقة لبناء معبر سيفرن الثاني.
أصبحت شركة معبر نهر سيفرن اعتبارًا من نوفمبر عام 2010 مملوكة إلى:
- 35% جون لينغ، مشغل ومطور البنية التحتية البريطاني.
- 35% فينشي، شركة الامتيازات والإنشاءات الفرنسية.
- 15% بنك أمريكا، شركة الخدمات المصرفية والمالية الأمريكية متعددة الجنسيات.
- 15% بنك باركليز، بنك الاستثمار البريطاني متعدد الجنسيات.[18]

أظهر تقرير الشركة السنوي لعام 2011 أن الشركات نفسها لا تزال مالكة للشركة الأم، من خلال الشركات التابعة لها وجميع رؤوس الأموال لأسهم الشركة العادية الصادرة من خلالها.
عادت ملكية الجسر ومعبر سيفرن الثاني إلى حكومة المملكة المتحدة في 8 يناير عام 2018 عندما حُصلت الإيرادات المطلوبة لبناء وصيانة الجسر، كما هو مُحدد في اتفاقية التنازل مع وزير الدولة للنقل. في عام 2010، كان من المتوقع حدوث التنازل في عام 2017. أُجريت تغييرات على الاتفاقية في عام 2012 لعكس تأثير التغييرات في ضريبة القيمة المضافة وضريبة الشركات وتكاليف تثبيت أنظمة معالجة بطاقات الائتمان. كان التأثير الصافي هو زيادة الإيرادات المطلوبة من 995.83 مليون جنيه إسترليني إلى 1,028.91 مليون جنيه إسترليني بأسعار عام 1989.

## حالة الجسر
أُغلق جسرا سيفرن معًا في 6 فبراير عام 2009 خلال أسبوع تساقط الثلوج في جميع أنحاء بريطانيا، بسبب تساقط الجليد من هيكل الجسر، وهو ما تسبب في إلحاق الأذى بالمركبات. أُغلق الجسران مرة أخرى لنفس السبب، في 22 ديسمبر عام 2009.
خرج الموقع الإلكتروني لحالة جسر سيفرن الأصلي من الخدمة في ديسمبر عام 2018 بعد إلغاء رسوم المرور وتسليم الجسر مرة أخرى إلى حكومة المملكة المتحدة. طورت وكالة الطرق السريعة بعد ذلك مصدرًا بديلًا للاستعلام عن حالة الجسر، يُدعى إنفيروت.

## معرض صور

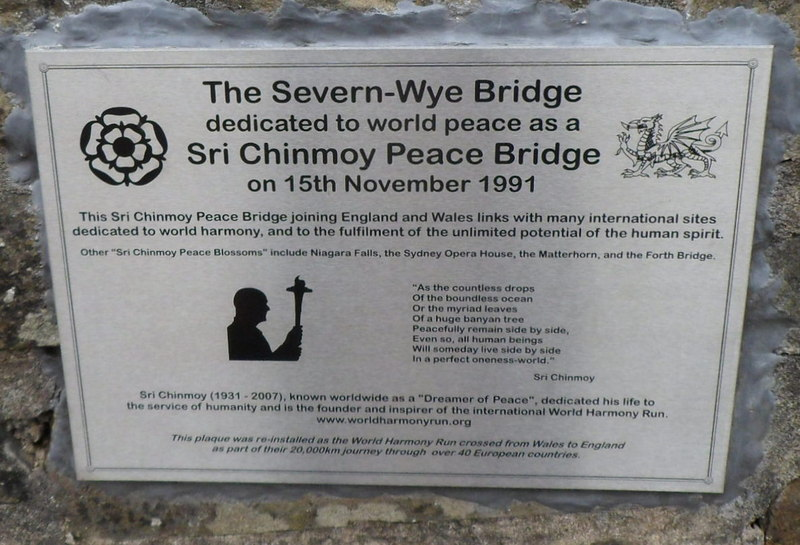
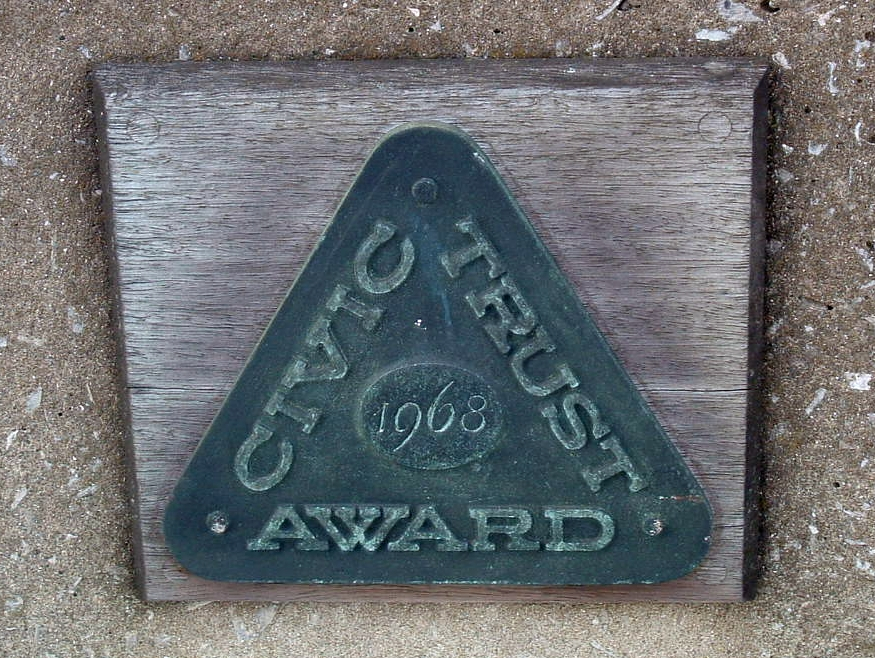
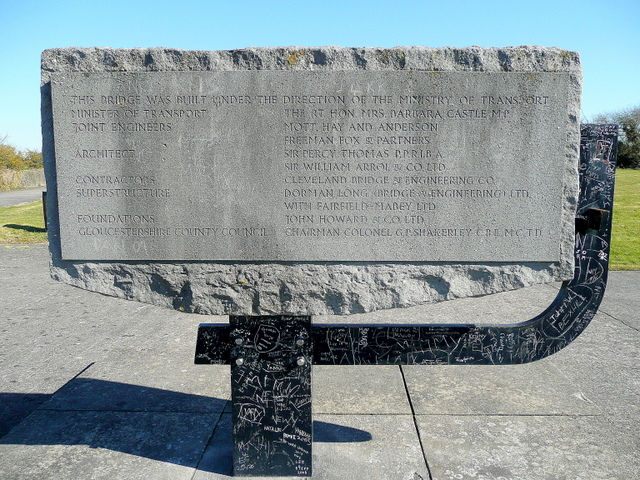
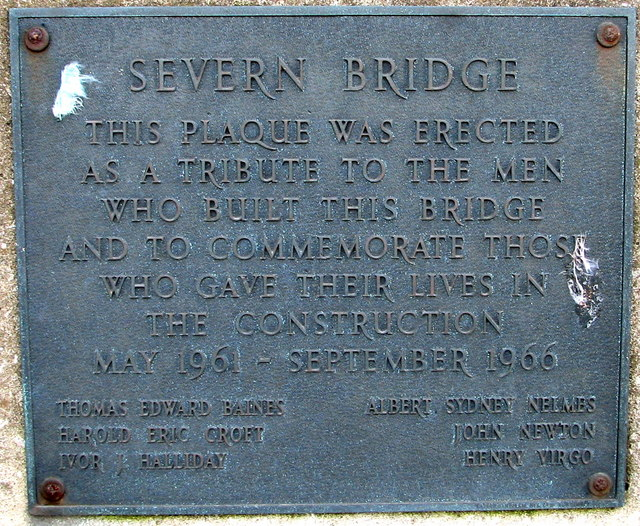